# Vendidad
El Vendidad, Videvdad o Videvdat es una colección de textos con el mayor compendio del Avesta. Sin embargo, a diferencia de los otros textos del Avesta, el Vendidad es un código eclesiástico (organización interna de la propia religión), no un manual litúrgico (rituales de una celebración religiosa).

## Nombre
El nombre de los textos es una contracción del avéstico Vî-Daêvô-Dāta, "dictado contra los Daevas (demonios)", y como su nombre indica, es una enumeración de las diversas manifestaciones de los espíritus malignos y las maneras para confundirlos. De acuerdo con las divisiones del Avesta tal como se describe en el Denkard, es un texto del siglo IX, e incluye todo el 19.º nask, que es el único nask que ha sobrevivido en su totalidad.

## Contenido
Sus diferentes partes varían mucho en su carácter y en antigüedad. Aunque algunos textos son relativamente recientes en su origen, la materia de su mayor parte es muy antigua. En 1877, Karl Friedrich Geldner identificó partes  lingüísticamente distintas tanto de los textos en lengua avéstica antigua, como en los Yashts del Avesta más joven. Hoy en día, todavía existe controversia sobre el desarrollo histórico de la Vendidad. Para algunos estaría escrito en avéstico reciente artificial. Su lenguaje se asemeja al avéstico antiguo. Se piensa que es una composición de los Magos (o influenciada por ellos). También se ha sugerido que la Vendidad pertenece a una escuela determinada, pero "ningún argumento lingüístico o textual permite alcanzar una cierta certeza".
El Vendidad consta de 22 capítulos que contienen fragmentos catequéticos de las conversaciones entre Ahura Mazda y Zoroastro. La disposición del texto no sugiere que fuese compuesto por contemporáneos del profeta.
También la Vendidad podría provenir de las antiguas tradiciones orales tempranas, que más tarde se llevarían a escritura como un libro de leyes para la comunidad zoroástrica. La redacción del Vendidad podría haber comenzado - quizás sustancialmente - antes de la formación de los imperios persa y medo, antes del siglo VIII a. C.
Además, al igual que con los Yashts, la fecha de composición de la versión final no excluye la posibilidad de que algunas partes del Vendidad pueda constar de material muy antiguo. Incluso en nuestra era, los zoroastrianos siguen continuamente reescribiendo el antiguo material espiritual.
El primer capítulo es un mito de la creación dualista, seguida por la descripción de un invierno destructivo comparable con el diluvio universal de otras mitologías. El segundo capítulo relata la leyenda de Yima (Jamshid). El capítulo 19 se refiere a la tentación de Zoroastro, quien, cuando es instado por Angra Mainyu de apartarse de la buena religión, vuelve hacia Ahura Mazda. Los capítulos restantes cubren diversas normas y regulaciones, a través del convencimiento de que los espíritus malignos pueden ser confundidos. Se tocan temas de higiene, de los dieciséis países preferidos de Ahura Mazda, de enfermedades, conjuros, purificaciones, expiaciones, caridad o de la dignidad de los sacerdotes.